# Obed Enamorado
Obed Israel Enamorado Palacios (Tela, 15 settembre 1985) è un calciatore honduregno, portiere del Club Deportivo y Social Vida.

## Carriera

### Club
Fin dalle giovanili milita nel Vida

### Nazionale
Nel 2008 gioca le Olimpiadi di Pechino, dove scende in campo una volta.